# Stapleford (Cambridgeshire)
Pour les articles homonymes, voir Stapleford.
Stapleford est une paroisse civile et un village du Cambridgeshire, en Angleterre.